# Colonia Reforma, Cuyamecalco Villa de Zaragoza
Colonia Reforma är en ort i Mexiko.   Den ligger i kommunen Cuyamecalco Villa de Zaragoza och delstaten Oaxaca, i den sydöstra delen av landet, 290 km sydost om huvudstaden Mexico City. Colonia Reforma ligger 1 738 meter över havet och antalet invånare är 224.
Terrängen runt Colonia Reforma är mycket bergig. Runt Colonia Reforma är det ganska glesbefolkat, med 38 invånare per kvadratkilometer. Närmaste större samhälle är Huautla de Jiménez, 17,9 km norr om Colonia Reforma. I omgivningarna runt Colonia Reforma växer i huvudsak städsegrön lövskog.